# Rio Nunez
Rio Nunez är ett vattendrag i Guinea.   Det ligger i prefekturen Boke Prefecture och regionen Boke Region, i den västra delen av landet, 170 km nordväst om huvudstaden Conakry.